# Чемпионат СССР по боксу 1965
31-й чемпионат СССР по боксу проходил 21—25 марта 1965 года в Москве (РСФСР).

## Медалисты
| Весовая категория                   | Золото                                                  | Серебро                                               | Бронза                                                                                      |
| ----------------------------------- | ------------------------------------------------------- | ----------------------------------------------------- | ------------------------------------------------------------------------------------------- |
| Наилегчайший вес (до 51 кг)         | Станислав Сорокин Вооружённые силы (Московская область) | Мирон Муха «Спартак» (Львов)                          | Роман Абкаюмов «Динамо» (РСФСР) Владимир Третьяк «Трудовые резервы» (Рига)                  |
| Легчайший вес (до 54 кг)            | Олег Григорьев Вооружённые силы (Москва)                | Лев Эстрин «Трудовые резервы» (Москва)                | Александр Шашков Вооружённые силы (Московская область) Владимир Ботвинник «Спартак» (Минск) |
| Полулёгкий вес (до 57 кг)           | Станислав Степашкин Вооружённые силы (Москва)           | Альгимантас Зурза «Жальгирис» (Вильнюс)               | Валерий Белоусов Вооружённые силы (Краснодар) Петр Чединовских Вооружённые силы (Хабаровск) |
| Лёгкий вес (до 60 кг)               | Борис Никоноров «Трудовые резервы» (Москва)             | Виликтон Баранников «Буревестник» (Москва)            | Игорь Азизбаев Вооружённые силы (Киев) Валентин Барышев Вооружённые силы (РСФСР)            |
| Первый полусредний вес (до 63,5 кг) | Валерий Фролов «Трудовые резервы» (Москва)              | Владимир Каримов «Трудовые резервы» (Караганда)       | Анатолий Чуков «Буревестник» (Ленинград) Леонид Ужулис Вооружённые силы (Рига)              |
| Второй полусредний вес (до 67 кг)   | Станислав Кирсанов «Динамо» (РСФСР)                     | Борис Курочкин Вооружённые силы (Москва)              | Валерий Трегубов «Трудовые резервы» (Волгоград) Волда Трепша «Локомотив» (Даугавпилс)       |
| Первый средний вес (до 71 кг)       | Виктор Агеев Вооружённые силы (Московская область)      | Виктор Утешев «Динамо» (Москва)                       | Юрий Андрющенко «Трудовые резервы» (Казахстан) Юрий Мавряшин «Локомотив» (Москва)           |
| Второй средний вес (до 75 кг)       | Валерий Попенченко «Динамо» (Ленинград)                 | Янис Рович Вооружённые силы (Рига)                    | Игорь Евстигнеев «Буревестник» (Москва) Эдуард Кауфман «Спартак» (Алдан)                    |
| Полутяжёлый вес (до 81 кг)          | Дан Позняк Вооружённые силы (Вильнюс)                   | Алексей Киселёв Вооружённые силы (Московская область) | Виктор Минаков «Динамо» (Алма-Ата) Анатолий Бутко Вооружённые силы (Киев)                   |
| Тяжёлый вес (свыше 81 кг)           | Александр Изосимов Вооружённые силы (Краснодар)         | Йонас Чепулис «Жальгирис» (Вильнюс)                   | Валерий Чугунов Вооружённые силы (Ленинград) Вадим Емельянов Вооружённые силы (Ленинград)   |